# Rayman
Rayman es una franquicia de videojuegos de plataformas, creada por el diseñador de videojuegos Michel Ancel para Ubisoft. Desde el lanzamiento del juego original de Rayman en 1995, la serie ha producido un total de 45 juegos en múltiples plataformas
La serie esta ambientada en un mundo mágico y fantástico que presenta una ampliar gama de entornos que a menudo se basan en ciertos temas, como «Eraser Plains», un paisaje hecho completamente de papelería. Los juegos principales de la serie son plataformas, pero hay varios títulos derivados de la saga de otros géneros. El protagonista es Rayman, un ser mágico reconocido por su coraje y determinación que con ayuda de sus amigos, debe salvar su mundo de varios villanos.

## Juegos

### Saga principal
| Año  | Juego                      | Plataformas |
| ---- | -------------------------- | --- |
| 1995 | Rayman                     | Atari Jaguar, PlayStation, Sega Saturn, Game Boy Color, Game Boy Advance Nintendo dsi, iOS y Android              |
| 1999 | Rayman 2: The Great Escape | Nintendo 64, PlayStation, Microsoft Windows, Dreamcast, PlayStation 2, Game Boy Color, Nintendo DS y Nintendo 3DS |
| 2003 | Rayman 3: Hoodlum Havoc    | Nintendo GameCube, PlayStation 2, Xbox, Microsoft Windows y Game Boy Advance                                      |
| 2011 | Rayman Origins             | PlayStation 3, Wii, Xbox 360, Microsoft Windows, Nintendo 3DS y PlayStation Vita                                  |
| 2013 | Rayman Legends             | PlayStation 3, Wii U, Xbox 360, Microsoft Windows, PlayStation Vita, PlayStation 4, Xbox One y Nintendo Switch    |

### Spin-offs
| Año  | Juego                           | Plataformas                                                                     |
| ---- | ------------------------------- | ------------------------------------------------------------------------------- |
| 2006 | Rayman Raving Rabbids           | Wii, PlayStation 2, Microsoft Windows, Game Boy Advance, Xbox 360 y Nintendo DS |
| 2008 | Rayman Raving Rabbids 2         | Wii, Nintendo DS y Microsoft Windows                                            |
| 2010 | Rayman Raving Rabbids TV Party  | Wii y Nintendo DS                                                               |
| 2019 | Rayman Mini                     | iOS, macOs y Apple TV Box                                                       |
| 2022 | Mario + Rabbids: Sparks of Hope | Nintendo Switch                                                                 |

## Personajes
- Rayman: es el protagonista principal de la serie, Es una criatura parecida a un perro antropomórfico que no tiene brazos, piernas ni cuello, aunque tiene manos, pies y una cabeza que pueden moverse independientemente de su cuerpo.[2] Debido a su falta de brazos, Rayman puede lanzar sus puños en golpes de largo alcance a sus enemigos, y en algunos juegos incluso puede proyectar bolas de energía en sus manos. Es capaz de deslizarse girando su cabello como las aspa de un helicóptero. Por lo general, se lo encuentra con guantes blancos, un pañuelo rojo y un cuerpo morado con anillo blanco en el centro (el pañuelo fue reemplazado por una capucha en entregas posteriores) y zapatillas amarillas (nuevamente, ligeramente modificada en juegos posteriores). Tiene la voz de David Gasman en Rayman 2 y Rayman 3.[3][4]
- Globox: es una Rana que es el tonto mejor amigo y compañero de Rayman.[5] Aunque se asusta fácilmente, a menudo ha demostrado su coraje y tiene un corazón de oro. Él y su esposa Uglette tienen más de 650 hijos. En Rayman 2, su voz es de Christian Erickson, pero en Rayman 3 es de John Leguizamo. [3][4]
- Barbara: es una valiente princesa pelirroja guerrera y bárbara que apareció por primera vez en Rayman Legends. convirtiéndose en el primer ser humano jugable en la serie principal, simultáneamente con otra hermana y otros ocho primos que pueden ser rescatados a lo largo de Legends. Está armada con un hacha de batalla mayal, cuya cabeza se puede lanzar hacia adelante desde el eje para golpear a los enemigos desde la distancia, y usa un casco alado mágico para flotar en el aire, imitando la habilidad de pelo de helicóptero de Rayman. Bárbara también regresa en Rayman Adventures, habiéndose cortado su largo cabello hasta el cuello y cambiado su hacha por una pala.
- Betilla la hada: es una hada benevolente, la madre de Rayman, el hada de las flores y la líder de las hadas. Después de no poder evitar que Octavius Dark robe el Gran Protoon, Betilla ayuda a su hijo en su búsqueda de otorgarle varias habilidades nuevas a medida que avanza el juego. Betilla reaparecer en un papel similar y nuevo diseño curvilíneo en Rayman Origins, donde se revelar que fue ella quien creó a su hijo. También tiene 4 hermanas, y una extra, que también pueden haber contribuido a la creación de Rayman.

- ‘’’ Big Mama’’’: es el hada de la brujería y una hermana extra en la familia de Betilla, que fue transformada en un horrible monstruo con muchos ojos, pero gracias a los jugadores, vuelve a la normalidad.
- Ly la hada: es una hada benevolente, es una ayudante de Rayman, que ayuda a su amigo durante el transcurso del segundo juego y en otras versiones de Rayman 3 (Gameboy Advance) y Rayman Raving Rabbids (Gameboy Advance).
- Murfy: sirve como guía de Rayman y el novio de Ly. Tiene una naturaleza apresurada, incapaz de lidiar con el fracaso. Parece aburrido de su trabajo y no le molestan los detalles triviales. Su raza es representada como traviesa y descrita como «hedonista cultivada». Tiene la voz de Billy West.[4]
- Los Teensies:  son una raza mágica de criatura antiguas, diminutas y sabias creadas por Polokus.
- ‘’’ Teensie gótico’’’:es un teensie con habilidades de kung fu y cuidador de la Tierra de los Muertos.
- Polokus: conocido como «Bubble Dreamer» en Rayman Origins y Legends, es un ser divino y según Rayman 2, es el creador de mundo de Rayman y el padre de Ly. Durante la trama de Rayman 2, Polokus está durmiendo y solo puede despertarse con la cuatro máscara que Rayman tiene la tarea de recolectar.
- El Mago: es un ser mágico que ayuda a Rayman en su viaje tanto en el Rayman original como en Rayman Origins. Houdini es la versión del mago bueno y padre de Rayman. Al final de Rayman Origins, se revela que El Mago, ahora es reemplazado por un Teensie, es el villano del juego,el villano del primer juego, y reemplazándolo. En Rayman Legends, reaparece y se clona a sí mismo para crear cinco Dark Teensies separados para que Rayman y sus amigos luchen.